# Liste der Steinkreuze in der Stadt Nürnberg
Diese sortierbare Liste enthält Steinkreuze Sühnekreuze, Kreuzsteine, und Schwedenkreuze der kreisfreien Stadt Nürnberg in Bayern.
| Bild           | Objekt                   | Kurzbeschreibung | Material  | Abmessungen Höhe:Breite:Dicke | Entstehung           | BLfD-Referenz   | Gemeinde/Stadt           | Koordinaten                     |
| -------------- | ------------------------ | --- | --------- | ----------------------------- | -------------------- | --------------- | ------------------------ | ------------------------------- |
| weitere Bilder | Eibach Forstweiher       | Steinkreuz. siehe auch: Sühnekreuze.de                                                                                  | Sandstein | 114:84:40                     | angeblich 1386       | D-5-64-000-1371 | Eibach                   | 49° 24′ 17,8″ N, 11° 2′ 32,7″ O |
| weitere Bilder | Ullherkreuz              | Steinkreuz, lateinisches Kreuz und im Kreuzungsfeld eingerillt. siehe auch: Sühnekreuze.de                              | Sandstein | 139:56:21                     | spätmittelalterlich  | D-5-64-000-2379 | Eibacher Forst           | 49° 23′ 8,2″ N, 11° 6′ 31,5″ O  |
| weitere Bilder | Schusserkreuz            | Steinkreuz, Arme abgebrochen. siehe auch: Sühnekreuze.de                                                                | Sandstein | 100:65:22                     | ?                    | D-5-64-000-369  | Fickenholz               | 49° 22′ 31″ N, 10° 59′ 59,5″ O  |
| weitere Bilder | Fischbach 1              | Steinkreuz, auf Steinsockel mit Armstützen und leicht verwittert, auf dem Kopf ein Näpfchen. siehe auch: Sühnekreuze.de | Sandstein | 100:100:41                    | 16. Jahrhundert      | D-5-64-000-2243 | Fischbach                | 49° 25′ 14,8″ N, 11° 11′ 17″ O  |
| weitere Bilder | Großgründlach 1          | Steinkreuz, weist im Kopfteil ein tief eingraviertes Kreuz auf. siehe auch: Sühnekreuze.de                              | Sandstein | ?                             | spätmittelalterlich  | D-5-64-000-1852 | Großgründlach            | 49° 31′ 26″ N, 11° 0′ 51,9″ O   |
| weitere Bilder | Großgründlach 2          | Steinkreuz, der linke Seitenarm ist abgebrochen. siehe auch: Sühnekreuze.de                                             | Sandstein | ?                             | spätmittelalterlich  | D-5-64-000-1852 | Großgründlach            | 49° 31′ 26″ N, 11° 0′ 51,9″ O   |
| weitere Bilder | Herpersdorf 1            | Steinkreuz. siehe auch: Sühnekreuze.de                                                                                  | Sandstein | ?                             | 1522                 | D-5-64-000-2825 | Herpersdorf              | 49° 22′ 31,8″ N, 11° 4′ 52,8″ O |
| weitere Bilder | Katzwang 2               | Steinkreuz, am Kopfstück ist ein Kreuz zu erkennen. siehe auch: Sühnekreuze.de                                          | Sandstein | 118:90:26                     | 15. Jahrhundert      | D-5-64-000-1631 | Katzwang                 | 49° 20′ 58″ N, 11° 3′ 21,6″ O   |
| weitere Bilder | Eselskreuz               | Steinkreuz, schlankes Kreuz mit sehr kurzen Armen. siehe auch: Sühnekreuze.de                                           | Sandstein | 170:54:20                     | spätmittelalterlich  | D-5-64-000-1101 | Kettelersiedlung         | 49° 23′ 52,5″ N, 11° 6′ 47,7″ O |
| weitere Bilder | Schneiderscher           | Steinkreuz mit Armstützen. siehe auch: Sühnekreuze.de                                                                   | Sandstein | 102:70:27                     | um 1500              | D-5-64-000-1100 | Kettelersiedlung         | 49° 23′ 55,7″ N, 11° 6′ 35,1″ O |
| weitere Bilder | Kornburg 1               | Steinkreuz, Restfragment. siehe auch: Sühnekreuze.de                                                                    | Sandstein | 83:53:19                      | spätmittelalterlich  | D-5-64-000-2253 | Kornburg                 | 49° 21′ 2,2″ N, 11° 5′ 31,7″ O  |
| weitere Bilder | Kornburg 2               | Steinkreuz mit mehreren verputzten Näpfchen. siehe auch: Sühnekreuze.de                                                 | Sandstein | 97:45:18                      | spätmittelalterlich  | D-5-64-000-2254 | Kornburg                 | 49° 21′ 11,5″ N, 11° 5′ 38,3″ O |
| weitere Bilder | Kornburg 3               | Steinkreuzrest, Arme abgebrochen und stark verwittert. siehe auch: Sühnekreuze.de                                       | Sandstein | 133:32:28                     | spätmittelalterlich  | D-5-64-000-2254 | Kornburg                 | 49° 21′ 10,5″ N, 11° 5′ 37,3″ O |
| weitere Bilder | Kornburg 4               | Steinkreuz, unförmig und stark verwittert. siehe auch: Sühnekreuze.de                                                   | Sandstein | 142:42:38                     | spätmittelalterlich  | D-5-64-000-2254 | Kornburg                 | 49° 21′ 11,5″ N, 11° 5′ 38,3″ O |
| weitere Bilder | Schwedenkreuz            | Steinkreuz, restauriert. siehe auch: Sühnekreuze.de                                                                     | Sandstein | 106:91:22                     | 15. /16. Jahrhundert | D-5-64-000-2255 | Kornburg                 | 49° 21′ 39″ N, 11° 5′ 35,6″ O   |
| weitere Bilder | Steinkreuz in Laufamholz | Steinkreuz, wohl neuzeitliches Replikat eines im Zweiten Weltkrieg abgegangene Kreuzes.                                 | Sandstein | 110:100:30                    | wohl neuzeitlich     | -               | Laufamholz               | 49° 27′ 58,4″ N, 11° 9′ 25,7″ O |
| weitere Bilder | Neunhof 1                | Steinkreuz, weist viele kleine Löcher an der Vorderseite auf. siehe auch: Sühnekreuze.de                                | Sandstein | ?                             | 15. Jahrhundert      | D-5-64-000-1412 | Neunhof                  | 49° 30′ 58,6″ N, 11° 2′ 54,3″ O |
| weitere Bilder | Neunhof 2                | Steinkreuz, Seitenarme sind nach außen hin oben abgerundet. siehe auch: Sühnekreuze.de                                  | Sandstein | ?                             | 15. Jahrhundert      | D-5-64-000-1412 | Neunhof                  | 49° 30′ 58,5″ N, 11° 2′ 54,3″ O |
| weitere Bilder | Neunhof 3                | Steinkreuz, wuchtige Kreuzform. siehe auch: Sühnekreuze.de                                                              | Sandstein | ?                             | 15. Jahrhundert      | D-5-64-000-1412 | Neunhof                  | 49° 30′ 58,4″ N, 11° 2′ 54,1″ O |
| weitere Bilder | Neunhof 4                | Steinkreuz, nach oben etwas verbreiternden Kopf. siehe auch: Sühnekreuze.de                                             | Sandstein | ?                             | 15. Jahrhundert      | D-5-64-000-1412 | Neunhof                  | 49° 30′ 58,2″ N, 11° 2′ 54,1″ O |
| weitere Bilder | Neunhof 5                | Steinkreuz, wuchtig, mit Christusfigur und erhabenen Rand. siehe auch: Sühnekreuze.de                                   | Sandstein | ?                             | 16. Jahrhundert      | D-5-64-000-1147 | Neunhof                  | 49° 31′ 23,6″ N, 11° 3′ 6″ O    |
| weitere Bilder | Soldatenkreuz            | Steinkreuz, sehr wuchtig. siehe auch: Sühnekreuze.de                                                                    | Sandstein | 140:100:35                    | 17. Jahrhundert      | D-5-64-000-249  | Schniegling              | 49° 28′ 11,4″ N, 11° 1′ 41,4″ O |
| weitere Bilder | Schoppershof 1           | Steinkreuz, wuchtig mit Armstützen. siehe auch: Sühnekreuze.de                                                          | Sandstein | 120:95:40                     | mittelalterlich      | D-5-64-000-759  | Schoppershof             | 49° 28′ 28″ N, 11° 6′ 48,2″ O   |
| weitere Bilder | Nikodemuskirche          | Steinkreuz | Sandstein |                               | mittelalterlich      | -               | Röthenbach bei Schweinau | 49° 24′ 59″ N, 11° 1′ 52,5″ O   |
| weitere Bilder | Schwedenkreuz            | Steinkreuz, Malteser-Kreuzform, rechter Arm mit altem Abschlag, alte Bruchstelle in Schaft. siehe auch: Sühnekreuze.de  | Sandstein | 125:66:14                     | 16. Jahrhundert      | D-5-64-000-2260 | Weiherhaus               | 49° 22′ 16,9″ N, 11° 4′ 21,8″ O |
| weitere Bilder | Wetzendorf 1             | Steinkreuz, einmal schräg durchgebrochen. siehe auch: Sühnekreuze.de                                                    | Sandstein | 137:125:28                    | 15. Jahrhundert      | -               | Wetzendorf               | 49° 28′ 39,1″ N, 11° 3′ 2,2″ O  |
| weitere Bilder | Worzeldorf 1             | Steinkreuz, auf der Rückseite ist ein Querstrich eingeritzt. siehe auch: Sühnekreuze.de                                 | Sandstein | 95:88:26                      | spätmittelalterlich  | D-5-64-000-2266 | Worzeldorf               | 49° 22′ 0,2″ N, 11° 5′ 53″ O    |
| weitere Bilder | Worzeldorf 2             | Steinkreuz, in der Kreuzmitte verwittertes Relief und am Fuß Bruchstelle erkennbar. siehe auch: Sühnekreuze.de          | Sandstein | 148:90:28                     | spätmittelalterlich  | D-5-64-000-2267 | Worzeldorf               | 49° 21′ 54,2″ N, 11° 5′ 52″ O   |
| weitere Bilder | Zerzabelshof 2           | Steinkreuz, unförmig, rechter Arm abgerundet, linker Arm verkürzt. siehe auch: Sühnekreuze.de                           | Sandstein | 130:80:35                     | 14. Jahrhundert      | D-5-64-000-1613 | Zerzabelshof             | 49° 25′ 49,9″ N, 11° 8′ 7,3″ O  |